# 模型飛行機用動力ゴム
模型飛行機用動力ゴム（もけいひこうきようどうりょくゴム）では、模型航空機一般、並びに船・自動車などの模型、各種玩具などにも使用されるゴムの弾性を利用した動力源について記述する。

## 概要
ゴムは、弾力性が大きいことを利用して、古くから簡易な動力源に使われている。
1871年にフランスでアルフォンス・ペノーが、ゴム動力模型飛行機の飛行（距離60m、高度5m、時間13秒）に成功している。ホビー/スポーツとしての最初の模型飛行機ブーム（イギリス、1910年ごろ）は、ゴム動力機によるものである。
ゴム動力模型航空機は、現在のFAI（国際航空連盟）国際競技種目にも多種目が含まれ、F1B級は最も伝統の古い競技規格である。
現在のFAIの競技規定では、ゴム動力は「伸縮性動力（extensible motor）」と定義・区分され、論理的にはぜんまいばね、鯨ひげ、弓、特殊な織物など、弾力のあるすべてのものを含むが、ゴム以外は重量当たりの出力がはるかに少ないので使われない。
模型飛行機の動力源のゴムは、約1mm角の糸状（糸ゴム）、ならびに厚さ約1mm×幅約3～6mmの扁平な断面（平ゴム）のもので、数条～数十条を束にして使用し、巻き戻るときのトルク（回転力）を利用して、プロペラなどを駆動する。破断寸前まで巻き込み、弾性を極限まで利用すると、良質な競技用の動力ゴムは、重量1gで1kg-mのエネルギーを蓄積する。
ゴムは、巻くだけで利用できる簡易な動力源であるが、そのトルクは巻き込むほど大きくなり、平均値の数倍に達する。エンジンのように一定の出力が得られないので、プロペラの回転数が終始変動して、高い効率を維持することは難しい。そのため、競技会の参加者は、事前に使用ゴムの出力測定を行い、選別する場合がある。
化学的・物理的性質は、 ゴム項に詳しい。また、模型航空機については、模型航空機、模型航空、模型航空競技項を参照。

## ゴム動力模型飛行機の歴史
ゴム動力模型飛行機は1871年のアルフォンス・ペノー機に始まり、最初の模型飛行機ブーム（1908～14年：イギリス）のA字型ゴム動力機で一般化した。ウエークフィールド杯競技で国際競技に取り入れられバルサ革命による技術革新を経て（「模型航空競技#歴史」参照）世界選手権大会の管理がFAIに移管されFAIのF1B級競技として、現在に至っている。模型航空競技としては、もっとも長い歴史を持つ。
室内機は1930年ころのバルサ革命よりアメリカ合衆国で発展し、世界に拡散して現在に至っている。

## 取り扱い

### 保存
缶などに入れ、ほこり、光線、熱、寒さを避けるのが良い。
以前は、模型飛行機の動力ゴムは貴重品であり、保存・保守に対してきめ細かい配慮がされた。現在は、動力用ゴムを潤沢に入手できるが、ロットによって出力にバラツキがあり、良質のものは重要な競技用として長期間の保存をされる。

### 潤滑液
動力ゴム束のそれぞれのゴム条が、絡み合ったりくっついたりせず円滑に巻き戻るために潤滑液を塗ると、巻き数・トルク共に向上する。競技規定上の動力ゴムの重量は潤滑液（リューブリカント）を含んだ重量なので、付けすぎるとゴムの純量が減る。
現在はゴムを侵さないシリコーン・オイル系が多い。1910年頃から使われ、カストル・オイル（ひまし油）や、グリセリンとカリ石鹸の3：1の混合液なども使われた。単純な石鹸液や整髪油などのありあわせの潤滑剤でも有効である。

### 巻き方
動力ゴムは、競技飛行など本番に使用する前に、ある程度引き伸ばされ、あるいは巻き込まれると、構成している長い分子の鎖が解けて引っ張られた方向に整列する。この結果、ゴムは10%ほど長さが伸び、柔軟になる。
この効果があるため、本番の前に「慣熟巻き（break-in、またはrun-in）」が為される。
やり方は以下の様々があり、選手ごとに異なる。
- 限界近くまで、何回か引き伸ばす。
- 最大巻き数（後述）の80%くらいまで、巻き数を段階的に増やしながら巻き込む
- 重しなどをかけてぶら下げ、長時間放置する
- リューブリカントで30分間、80～100度で温浴させ自然冷却

### ストレッチ・ワインディング
動力ゴムを巻くとき、限界近くまで引き伸ばして（ストレッチ）巻くと、巻き数・蓄積エネルギー共に増大する。1930年の世界選手権大会で、アメリカのジョー・イヤハート選手たちが始めたといわれ、以来ゴム巻き法の定番となった。上記以前は、引き伸ばさず自由長のまま巻いていた。
ゴムを伸ばす長さは、銘柄や種類ごとに違うが、自由長の5～10倍である。伸ばした位置で最大巻き数（後述）の1/2を巻き、残りの1/2はゴムを縮めながら巻きこむのが一般的な巻き込み方である。

### 熱による変化
ゴムは高温ほど活性化し、出力が大きくなる。この性質を利用する目的で、ゴム巻きから飛行開始までの間、ゴムを保温する手法が使われた時期がある。胴体などを、電熱や携帯懐炉などを使用して保温し、寒冷地に置ける競技ではゴムの出力の低下を防止する効果があった。現在は、競技規定で使用が禁じられている。

### ホールド
動力ゴムを巻き込んだまま巻き戻さずに保持することを「ホールド」と言う。長時間放置されるとゴムが伸びて出力が低下する。

## 動力ゴム利用のための用具

### ワインダー
ゴム動力は、ゴム束を巻き込み、それが戻るときの回転力を出力として利用する。巻き込む回数は、野外で飛行させる模型飛行機で数100回、室内機では2000回以上に及ぶ。巻き込み時に入力されるエネルギーは数10kg-mに達し（ゴム1gの蓄積量は1kg-mで、数10gの動力ゴム束が使われる）、手回し式ジャッキによる大型車のタイヤ交換に匹敵する。
ゴム巻き作業を能率化するために、4～5倍に増速する手回し式の歯車装置（多くは手回し式のドリル）が使われる。また、太いゴム束を巻くときには、手回しハンドルを延長する改造も行われる。
また、ゴム巻き専用に特製されたワインダーも少数が販売されており、巻き数カウンターやトルク計が組み込まれたものもある。これらのものは、軸方向の軸受けが引っ張り力に対応しているので、巻くときの抵抗が少なく、楽に巻ける。
ライトプレーンなど、小型機に対応する小型で簡易なワインダーは市販されている。また、手回し式のほか、単3電池2～4本による電動式のワインダーも商品化されている。
室内機の場合は細いゴム束を用いるので、トルクが小さい代わりに巻き数が通常の数倍に増える。

### ワインディング・スツージ（ゴム巻き保持具）
1960年代以前は、ゴムまきを行うときには助手が機体を持ち、支えていた。大型機の場合は、強い引っ張りに耐えるために2人かかりで保持することが必要な場合もあった。現在でも、ワインディング・スツージが使えない場合には、人手による保持が行われる。
1960年代に、他人に頼らないと飛行が出来ない不便を解消するために、ワインディング・スツージが開発された。基本的な構造は、溝型の胴体保持部を木製または金属製の杭（くい）の上部に取り付け、地面に打ち込んだものである。上記の大きさの引っ張り力に耐えなければならないので、通常は2～3本の支索を後方に張り、杭を固定している。
大型機は動力ゴムの前端（プロペラ側）を巻くので、胴体後部のゴム取り付け部を、ワインディング・スツージの溝型保持部にピンで串刺し固定する。
ライトプレーンのように、後端を巻く形式の場合は、溝型保持部の代わりにプロペラを固定するフックなどが使われる。
これらの動力ゴム固定具は、一般的には杭の上端に固定されるが、応用例としては自動車のトランクや後部扉の開口部に取り付けることもある。

## 動力ゴムの特性の計測と管理

### 最大巻き数と切断係数
動力ゴムの蓄積力（概ね出力になる）の大きさは、切断する寸前が最大になる。競技は限界までの出力が要求されるから、事前に切断する巻き数を知り、その直前まで巻き込むことが重要である。
動力ゴムは、生産ロットや保存状態の違いによる品質のバラツキ、1条の断面積の寸法のバラツキ、束を作ったときの重量のバラツキなど、各種の変動要因があるが、同じ仕様のゴム束を切れるまで巻けば、当該仕様のゴム束の切断巻き数の推定値になる。
この方式は最も正確であるが、束の製作・リューブリカントの塗布・慣熟巻きがすべて必要である。更に、この大きさの束を巻き切ることは肉体的にも過重な仕事で、切断時の危険も伴う。
そのため、数gの小さなサンプル束を複数本切断して、下記の公式によって束の長さ・太さ（断面積）と巻き数の比例定数（切断係数）を求める。その切断係数と、実際に使う大きな動力ゴム束の長さ・太さを使って、当該ゴム束の切断巻き数を推定する。この手順を「動力ゴムの切断テスト」と呼ぶ。
- 切断係数＝切断巻き数×（ゴム束の断面積の平方根）/（ゴム束の長さ）
- 切断巻き数＝切断係数×（ゴム束の長さ）/（ゴム束の断面積の平方根）

ゴム束の仕様を上の式に代入するとき、長さはmm、太さは平方mmを使う。
断面積を求めるとき、（公称断面積×条数）を使うと、公称断面積の製造誤差の影響が出る。ゴムの密度は1.0に極めて近いから、ゴム束の体積（重量g×1000立方mm）をゴム束の長さ（mm）で割った値を断面積（平方mmとして使う場合もある。
競技会ではFAI銘柄の動力ゴムを使用するが、当該銘柄の切断係数は10を越える。模型飛行機用動力ゴムの品質は年々向上してきており、戦前～戦中（1940年代）の実用巻き数の標準的な係数値は4～6とされている。（最新模型飛行機の事典：渡辺敏久：1955年：岩崎書店）但し、この時代のゴムは貴重品であり、現在のように少数回の使用で取り替えることが出来ず、長期にわたって使われていたので、実用巻き数は低めに設定されている。
戦後になり、競技では現在と同様に限界までゴムを巻き込むようになった。その時期（1960～70年代）には、主にピレリ製の動力ゴムが使われたが、実用巻き数の係数値は7.5～8位であった。
一般に、多く巻ける（切断係数が大きい）ゴムは、大量のエネルギーを蓄積できるとされ、優秀な動力ゴムを選別するときの指標にされる。この方法は概ね正しいが、例外的に巻き数は多いがトルクが弱く、蓄積エネルギーの少ないものもある。

### 動力ゴムのトルク・テスト
模型飛行機は、搭載した動力ゴムを巻き、それが戻るときに発生する回転力（トルク）を使ってプロペラを廻し、飛行に必要な推力を得ている。この回転力の大きさは、動力ゴム束の太さ（断面積）に依存するが、戻り始め（最大巻き数付近）から戻り終わり（巻き数がゼロになる直前）の間に数倍の変動がある。さらに、ゴムの品質や銘柄、温度を主とする環境条件によっても変化する。
プロペラは、フリーフライトの滞空競技種目で勝つためには最も重要とされ、その設計・製作法について研究されている。プロペラ設計の出発点となる基礎データは、それを駆動する原動機の出力特性であり、ゴム動力機の場合は組み合わされる動力ゴム束のトルク特性になる。プロペラの設計は、これを出発点として機体側の状況に適合した、効率の高いプロペラ仕様（直径、ピッチなど）を模索する作業である。このように重要な動力ゴムのトルク特性を求めるためには、以下のような測定が行われている。
動力ゴムのトルク・テスト装置は、固定端と回転端のある模型飛行機の「胴体」状のゴム取り付け機構を作業台上に固定し、回転軸からゴムのトルクを出力させるものである。回転軸にはプロペラの代わりに腕木を取り付け、腕木の先で錘かバネ秤を使って、そのときの回転力（トルク）を測定できる。この装置に動力ゴム束を取り付け、最大巻き数まで巻き込み、巻き戻しながら、それぞれも巻き数のときのトルクを測定し、記録する。
例えば、腕木の長さが10cmで、バネ秤の読みが100gならば、そのときのトルクは
- 100g×10cm＝1000g-cm＝1kg-cm

になる。模型飛行機のゴム束のトルク測定に当っては、g-cm単位を用いるのが習慣である。
動力ゴムを実用最大巻き数まで巻き込んで、上記の測定を行えば、そのときのトルクは当該ゴム束の最大巻き数（Nmax）に対応する最大トルクである。それから一定巻き数（⊿N）巻き戻し、再び腕木のバネ秤を読み、トルクを測定すれば、そのトルクは巻き数（Nmax-⊿N）に相当する値になる。同様に、一定数だけ巻き戻して（Nmax-2×⊿N）、（Nmax-3×⊿N）などの巻き数に対応するトルクを読み取れば、巻き数がゼロから最大巻き数に至るそれぞれの巻き数に対応するトルクが測定できる。巻き戻す巻き数（⊿N）の大きさは、ある程度は細かいほうが望ましいが、細かすぎると測定に時間がかかり、ゴムが伸びてトルクが過小に測定される。
このようにして測定された巻き数とトルクの関係を、横軸に巻き数、縦軸がトルクのグラフに表すと、当該ゴム束のトルク曲線になる。
トルク曲線の形は一般的に以下のようになり、ゴムの銘柄などによってあまり変わらない。
戻り始めのトルク値は平均トルクの4～5倍の高さで、戻し巻き数が20%（残り巻き数80%）までの間にほぼ平均トルクまで急速に低下する。この区間を「バースト（爆発）」と呼び、プロペラの回転数は平均の2倍くらい、推力は10倍近い高出力を発揮する。
残り巻き数が80%のところから5%になるまでの間は、トルクが緩やかに減少し、5%のときでも平均トルクの70～80%を保っている。この期間のトルクはほぼ横這いに近いので、「クルーズ（巡航）」と呼ぶ。プロペラの回転数はほぼ一定で、出力も同様である。残り巻き数5%から0%までは、トルクはやや急激に低下してゼロに至る。
腕木の先のトルク計測点は、1回転すると半径の2π倍だけ移動するから、仕事量は（トルク×2π）になり、前述のトルク曲線グラフの縦軸を2π倍すると出力曲線が得られる。出力曲線の下側の面積、つまり出力を巻き数で積分した値が、当該ゴム束の総出力になる。総出力をゴム束の重量で割れば、動力ゴム1g当たりの出力になり、この値が大きいゴムが優れたゴムである。
現在のFAI銘柄のゴムの優秀なものは1g当たり1kg-mを蓄積するといわれ、これより高い1.2kg-m等の数値も公表されている。これに対し、前節で採りあげた1970年当時のピレリ・ゴムは0.7～8kg-mといわれ、戦前のダンロップ銘柄などは0.6kg-mくらいであったという。輪ゴムは、模型飛行機競技用の専門ゴムではないので、同じ水準で比較すべきではないが、16番輪ゴム（重量0.15g、長さ62mm）を測定した結果、切断係数8～8.5、重量1g当たりの蓄積エネルギー0.4～0.5kg-mの値が得られた。

## 動力ゴムの出力の評価
現在の国際級ゴム動力機（F1B級）は、30gの動力ゴムを搭載する。機体の仕様は全重量230g、主翼面積16～17平方dmである。30gの動力ゴムは、前節の測定に依れば30kg-mのエネルギーを蓄積し、それを40秒間の上昇時間で出力するので、平均出力は、
- 30kg-m/40秒＝0.75kg-m/秒＝1/100馬力

但しバースト期（前出）の初期に限れば、その10倍の出力になるから、1/10馬力に相当する。この出力は、同じ大きさの模型飛行機に装備される通常のエンジンに匹敵する。但し、ゴム動力のプロペラはエンジン機に比べると直径が4～5倍あり、低回転で使用されるので効率は著しく高く、出発直後の推力はエンジン機よりも大きい。国際級ゴム動力機の馬力荷重（全重量/出力）は2kg/㏋程度で、第2次世界大戦終期のプロペラ戦闘機と同等である。
1950年当時の国際級ゴム動力機は、現在と同じ機体仕様であったが、現在と同じ5分程度の滞空を行うために、現在の5倍（150g）の動力ゴムを必要とした。当時のゴムは現在よりエネルギー蓄積力が小さく、現在のように限界まで巻き込まなかったため、出力は半分以下であったと推定される。他方、機体の空気力学的な効率は、技術の進歩とプラスティック系の新素材による強度の向上で、2倍くらい向上している。
出力と効率がそれぞれ2倍程度向上しているから、合わせて5倍くらいの性能向上が得られることになる。それぞれの進歩は現在も続いており、同級の出力（ゴム重量）の切り下げは今後も行われると予測されている。従って、模型飛行機の分野においては、ゴム動力は「強力な動力源」といえる。

## 主な製造会社
- スタジオミド[1]
- 池田工業社[2]
- ヨシダ[3]